# Vrak Junior
Vrak Junior était un bloc de programmation par VRAK.TV pour les enfants de 3 à 5 ans, apparu en 2001 et disparu en 2005, pour réapparaître en janvier 2010 et redisparaître en juin 2010.

## Histoire
Lors du lancement de VRAK.TV en 2001, un bloc destiné aux enfants d'âge préscolaire, VRAK Junior, faisait partie de la programmation. Vers 2005, ce bloc a disparu des ondes. Il diffuse des émissions jeunesses du lundi au vendredi, entre 9 h et 11 h 30, et entre 13 h et 15 h, sans pauses commerciales[réf. nécessaire]. Le 25 janvier 2010, le bloc est réinséré dans la programmation avec de nouvelles émissions, mais disparait subitement le 4 juin 2010, laissant place à une programmation 6-14 ans. 
Astral Media a obtenu une licence du Conseil de la radiodiffusion et des télécommunications canadiennes (CRTC) en 2006 pour une éventuelle chaîne de télévision Vrak Junior,. Cette chaîne devait présenter, en journée, alors qu'en soirée, la programmation ciblait les parents. Cependant, après quatre ans d'attente, VRAK.TV a laissé le projet de côté et la chaîne ne verra jamais le jour[réf. nécessaire]. Astral Media a finalement créé Playhouse Disney télé en version française, au lieu de Vrak Junior.

## Programmation
- 7 Petit Monstres
- Capitaine Plouf
- Et voici la petite Lulu
- Georges & Martha
- Jeu de Bleue
- Lapins crétins
- Le Monde de Wumpa
- L'île de la tortue
- Monstre Par Erreur
- Tibère et la maison bleue

## Commentaire
Aucun film diffusé dans ce bloc alors que c'était une programmation pour les enfants de 3 à 5 ans.